# 安徽省桐城中学
安徽省桐城中学坐落于安徽省桐城市，由晚清国学大师吴汝纶先生于1902年创办，是安徽省历史最悠久的三所高级中学之一（合肥一中、舒城中学也同为1902年创办），1958年被确定为安徽省首批重点中学，1999年被命名为省示范高中。学校校训为“勉成国器”，由首任校长吴汝纶先生亲题，意在师生共勉、成为国家之栋梁。中华人民共和国建立后，学校形成了以理科见长的办学特色，1962年学校高考成绩位居全国第二。学校的办学质量在安徽省受到广泛肯定，学校培养出了孙德和、慈云桂、陆大道、程和平、方复全等多位两院院士，一直是安徽省中等教育的中坚力量。

## 学校历史

### 晚清初创
1902年（清光绪二十八年），京师大学堂总教习吴汝纶从日本考察归来，深感在家乡发展新式中学教育的重要，专程到安庆借安徽巡抚衙门东南侧之督练公所为校舍，创办桐城学堂。办学伊始，他对桐城中学堂寄予了厚望，亲自撰写了“后十百年人才奋兴胚胎于此，合东西国学问精粹陶冶而成”的楹联，并将“勉成国器”四个大字垂为校训。
1903年，桐城学堂开学，1904年改名为“桐城公立中学堂”。学校初创时期，由阮强、方守彝、叶锡祺、姚永概、柏廷桢、马其昶、李光炯等人担任校监，后由马其昶担任校监。1904年，学校派出10名学生赴日本留学，开安徽中学生公派留学之先河。1906年，学校附设师范班，为小学教育培养人才，亦为全省首创。
学校深受晚清革命风潮影响，教师在课堂上宣传革命思想，“一时诸先生莫不发扬掉厉, 概以光复汉族为己任”。

### 民国前期的发展
1912年清朝灭亡，中华民国建立，安徽省中等学校开始进行全面改革，设有初中部和高中部。留日归国的孙闻园先生于同年接任校长，他秉承吴汝纶的办学思想，制定了“勤、慎、信、恕”的校训，建造了半山阁图书馆。1917年国文教师王露（江苏泰州人）作校歌：“龙眠钟气，代起人豪，莘莘学子待熏陶，仰止吴公创业劳，勉成国器望吾曹。忠诚信义，校训孔昭，精神淬砺兮，永夕永朝。”
1919年五四运动爆发后，桐中学生在校园内刻石“ 毋忘国耻”（现仍留存） , 以示爱国之志。1924年后，大批学生投身国民革命，桐城县进入黄埔军校人数居安徽省之首。1926年，省教育厅明令桐城中学停办高中，学校顶住压力，继续办学。抗战爆发前，桐城中学名师荟萃，学生成绩优良，已经成为安徽省最好的中学之一。

### 抗战时期
1938年，桐城被日军占领，桐城中学停办，部分师生疏散到后方，100多名学生参加了抗日队伍。校长开济携学校田洲产物契券赴后方后不知所踪。省教育厅派东京工业大学毕业的史化成督导桐城中学复学，他多方运筹，吁请社会各界赞助经费，修复被日寇炸坏的校舍。终于半年之内，使桐中得以开学复课。
1939年2月，省教育厅委史化成为桐中校长。1940年，桐城中学又遭到日军轰炸，史带领学生在郊区建茅草校舍，为防空教室，早出晚归，坚持上课，又扩充班次，广招本县以及外地沦陷区学子入学。1941年春，学校恢复了高中部，秋后附设简易师范科。抗战后期，朱伯健接任校长，继续办学。

### 第二次国共内战时期
抗战胜利后，桐城中学办学规模扩大。1946年方来桐担任校长，对全校进行了制度上的改革，学校教学和生活质量有显著提高。
1946-1948年，桐城中学位居南方，没有受到国共内战的影响，但同当时全国的中学与大专院校一样，学生中间也出现了反对国民党专制独裁和追求民主自由的思潮，并受到了以军训教官为代表的国民党党务人员的压制。
1949年，中国人民解放军大规模挥师南下，2月4日占领桐城，接管了学校。4月发动渡江战役，当时第二野战军的作战指挥部就设在校园内。在中国共产党的号召下，30多名学生离开学校参加了解放军，并跟随部队南下。学校接受军管后，改名为“皖北安庆行政区第一中学”，并由副校长方晓庵暂代校长。

### 建国初期
从1949年到1955年，学校处于从中华民国教育体制向社会主义教育过渡的时期，教师广泛参与政治学习，接受知识分子思想改造。学生也对社会主义建设热情高涨，全校483名学生中有200多位报名参加朝鲜战争，被批准入伍的有40人，其中还有3名初三女生。1952年，正式使用“安徽省桐城中学”校名。
1956年，南下干部史耀民担任第三十一任校长。史校长关心师生，工作认真负责，为学校发展作出了很大贡献。但第二年发生了“反右”运动，一部分有历史和现行问题的教师被划为右派，教师队伍开始人人自危。1958年，学校被定为安徽省七所省属重点中学之一。同年“大跃进”运动爆发，学校响应上级号召，在校园内大炼钢铁，其间两名学生不幸被砸死。
从1959年开始，安徽省出现了长达三年的大面积饥荒，桐城县成为重灾区，饿殍盈路，师生食不果腹。在这样的艰苦条件下，全校师生战胜了困难。1960 年, 校长史耀民代表桐城中学出席了“全国文教群英会”，领回了国务院颁发的、由邓小平亲笔题写的“先进单位”的锦旗。1962年的高考中，学校取得了全国第二名的好成绩，仅次于福州一中，多名学生考上北京大学等名校，学校提出了“学福中，赶福中，争取再上北京”的口号。

### 文化大革命时期
1966年文化大革命爆发，桐城中学改名为“桐城县五七中学”，校长史耀民被撤职。校园内的大字报一时间铺天盖地，一些教师被揪斗，其中一名校医不堪忍受屈辱吞砒霜自杀。学生开始分成两派，搞起了武斗，学校基础设施被大规模破坏，受伤者不计其数。1968年文化大革命进入“斗、批、改”阶段，学校成立了革命委员会，由教师张云高担任主任，校园逐渐恢复稳定秩序。
文革时期高考被取消，学生初中、高中毕业后就得下乡插队，因此在学业上很不积极。1971年，因学生在课堂上争抢帽子、扰乱课堂秩序，学校一名英语教师在管理过程中被学生恶作剧推倒致死，造成恶劣影响。1973年发生张铁生“白卷事件”后，大部分学生对课程学习失去信心。桐城中学在混乱与颓废中度过了漫长的十年。

### 改革开放后
1977年，桐城中学废除“桐城县五七中学”校名，恢复“安徽省桐城中学”校名。1978年6月，全县开始复查改正“文革”中的冤、假、错案，并着手对“右派分子”进行平反改正工作，被错划为右派的教师纷纷摘帽。1978年中共十一届三中全会召开后，学校迎来了新生，开始招聘新教师，学生数量开始稳步上升，整个校园充满了勃勃生机。
1984年，桐城中学诞生了文革后的第一位高考状元——许金明同学夺得安徽省理科状元，成为令全县欢欣鼓舞的喜事。同年7月，项义发担任第三十五任校长。1993年3月，汪年生担任第三十六任校长，汪校长毕业于北京大学物理系。1999年，为评选省示范高中，学校根据省教育厅的意见停办了初中部，目前桐城中学为三年制普通高级中学。2006年12月，安徽省化学特级教师罗伟接任第三十七任校长。
80年代中期后，桐城中学又重新成为了安徽省高中教育的翘楚，高考成绩优异。数学学科连续十多年高居全省榜首。在国家级的数、理、化、生物学科竞赛中，有400 余人次获得奖励，其中一等奖60 余人次。

### 近年发展
近年来，由于桐城中学偏处县级行政区，优秀生源和师资迅速流失，财政实力不足，教师队伍难以及时更新，高考成绩与安徽省经济发达地区的顶尖高中存在着较大差距，但每年高考录取率仍居于全省前列。

## 师资队伍

### 教师队伍概况
桐城中学自建校以来，一直重视教师队伍建设。民国时期，一批自加州大学、东京工业大学、早稻田大学等世界名校毕业回国的人才荟萃于桐城中学，成为教师队伍的骨干。建国后，学校各个教研组一直保持着充沛活力，其中数学教研组“备课要深，上课要清，辅导要勤”的传统成为了全省高中数学教学的典范。
近年来，学校一直实行“青蓝工程”，新老教师结对指导帮扶，青年教师实力不断提升，逐渐成为学科教学的骨干。

### 著名教师
- 姚永朴（1861一1939)，字仲实，晚号蜕私老人，世居桐城县城内。祖父姚莹。桐城派晚期大师。
- 光升（1876一1963) ，字明甫，世居桐城县阳和（今属枞阳县）。清末秀才。建国后任全国政协委员，安徽省政协副主席，安徽文史馆馆长，安徽省教育厅厅长。
- 房秩五（1877一1966)，名宗岳，晚号陆园老人。桐城县浮山（今属枞阳）人，清末秀才。建国后安徽省人大代表，安徽省政协副主席。
- 张家翰（1878一1940) ，桐城县城关人。1903年（清光绪二十九年）留学日本，攻读数理。1930年担任桐城中学校长。
- 孙闻园（1881一1970)，又名孙吴，桐城县人，世居县城。幼人私塾就读，后考人桐城中学堂。1906年被遴选赴日留学，深造于日本弘文学院博物科。学成回国后，先后于安徽省立师范、桐城中学、宣城中学、凤阳中学、安庆高中、省立二临中等校任教导主任、校长等职。毕生为教育事业奋斗。
- 史化成（1889一1966) ，桐城县史家湾（今属枞阳）人。先就学于省立工业学校，复公费留学日本，毕业于东京工业大学。1939年任桐城中学校长。
- 吴劲（1898一1983) ，字仲侯，桐城城关人。毕业于国立武昌高等师范。历任省立第月、第四师范、省立一中、三中、五中、安庆高中和二临中历史教员。1948年任桐城中学校长。
- 方来桐（1898一1970) ，字百殊，桐城县孔城人。国立武昌高等师范毕业。1946年任桐城中学校长。
- 唐鸣坷（1913一1989) ，名佩璋，桐城县唐湾人。1949年任桐城中学校长。1958年被错划为右派。
- 吕宣泽（1913一1995) ，桐城县城关人。1950年任桐城中学副校长（主持工作）。1958年被错划为右派。
- 汪年生，1946年生，中学物理高级教师，毕业于北京大学，是桐城中学在任时间最长的校长（1993-2006年）。
- 罗伟，1958年生，安徽师范大学毕业，安徽省化学特级教师，前桐城中学校长。

## 校园环境

### 公园中的校园
桐城中学校园占地面积180000平方米，部分区域为原桐城县公园，至今保存有一部分古典园林，古树名木苍天，校园环境优美。
- “惜抱轩”银杏树。在桐城中学校园内东北隅，系姚鼐书屋“惜抱轩”旁之宅树，为姚鼐手植，已有两百多年历史。

2024年，学校被中国文物学会、中国建筑学会列入中国建筑遗产名录。

### 主要建筑
- 逸夫楼。行政办公楼。
- 新教学大楼。建筑两个主体部分连为一体，分别于100年和110年校庆时建成。
- 科技大楼，实验室所在地。
- 后乐亭，牌匾为黄镇手书。

### 文物保护单位
- 左忠毅公祠，位于桐城中学东南角，为纪念明左光斗（其生平详见方苞《左忠毅公軼事》）而建的专祠，简称“左公祠”，安徽省文物保护单位。
- 半山阁，桐城中学旧图书馆，安徽省文物保护单位。
- 桐城文庙，位于桐城中学校园大门前100米处，全国重点文物保护单位。
- 二野渡江战役指挥部旧址，位于桐城中学校园内，安徽省文物保护单位。

## 校园文化

### 校歌
“龙眠钟气，代起人豪，莘莘学子待熏陶，仰止吴公创业劳，勉成国器望吾曹。忠诚信义，校训孔昭，精神淬砺兮，永夕永朝。”
校歌创作于1916年，历史上曾多次修改，此为现版。

### 校徽
桐城中学校徽以“桐中”之谐音“铜钟”为蓝本设计而成，并镌刻“1902”，象征学校始肇年份。

### 百年名联
桐中敲銅鐘，童男童女同上学

## 著名校友

### 军政界
- 章伯钧（1895-1969），安徽桐城人，中国民主同盟和中国农工民主党的创始人，反右运动时期中国头号右派，是中央至今未予平反的五位右派分子之一。曾任中华人民共和国交通部部长、《光明日报》社社长。1912年开始就读于桐城中学，后进入国立武昌高等师范学校。
- 何其巩，北平市第一任市长。
- 黄镇，前中共中央宣传部第一副部长兼中华人民共和国文化部部长
- 储波，前内蒙古自治区党委书记。
- 唐承沛，民政部副部长。
- 桂从友，前中华人民共和国驻瑞典王国特命全权大使。
- 陈邦国，前重庆市政协副主席。

### 学术界
- 朱光潜，著名美学大师、文艺理论家、中国社会科学院学部委员。
- 方东美，著名美学大师。
- 陆大道，中国科学院院士，经济地理学家。
- 慈云桂，中国科学院院士。
- 孙德和，中国科学院院士。
- 程和平，中国科学院院士。
- 杨善林，中国工程院院士。
- 方复全，中国科学院院士。
- 吴曼青，中国工程院院士，现任中国工程院党组成员、副院长。
- 彭寿，中国工程院院士。
- 崔大祥，俄罗斯自然科学院外籍院士。
- 段路明，中国科学院院士。